# 弗拉迪米尔·西罗瓦特卡
弗拉迪米尔·西罗瓦特卡（捷克語：Vladimír Syrovátka，1908年6月19日—1973年9月14日），捷克斯洛伐克男子皮划艇运动员。他曾代表捷克斯洛伐克参加1936年夏季奥林匹克运动会皮划艇比赛，获得男子双人划艇1000米金牌。